# Paramount Music
Paramount Music Corporation — американська музична видавнича компанія, що належить компанії Paramount Pictures.  Компанія спеціалізувалася на саундтреках до фільмів, але видавала й іншу популярну музику. До пісень Fox Music, опублікованих Paramount Music, належать "Бог благословить США", "Разом назавжди" Ріка Естлі, Містер Брайтсайд The Killers та багато інших .